# Nguyễn Phúc Thục Tư
Nguyễn Phúc Thục Tư (chữ Hán: 阮福淑姿; 5 tháng 8 năm 1833 – 15 tháng 3 năm 1879), trước có tên là An Thục (安淑), phong hiệu Xuân Hòa Công chúa (春和公主), là một công chúa con vua Minh Mạng nhà Nguyễn trong lịch sử Việt Nam.

## Tiểu sử
Hoàng nữ Thục Tư sinh ngày 20 tháng 6 (âm lịch) năm Quý Tỵ (1833), là con gái thứ 43 của vua Minh Mạng, mẹ là Tứ giai Huệ tần Trần Thị Huân. Công chúa là con thứ tám của bà Huệ tần.
Năm Tự Đức thứ 4 (1851), công chúa Thục Tư lấy chồng là Phò mã Đô úy Nguyễn Đống, người Lệ Thủy, Quảng Bình, là con trai của Hiệp biện Đại học sĩ Nguyễn Đăng Tuân, được truy tặng Thiếu sư. Công chúa và phò mã có với nhau bốn con trai và hai con gái. Năm thứ 16 (1863), Quý Hợi, phò mã Đống mất.
Năm Tự Đức thứ 22 (1869), bà Thục Tư được sách phong làm Xuân Hòa Công chúa (春和公主). Sang năm sau, công chúa bị một người đàn bà tên Ngô Thị Cát dụ dỗ làm chuyện bất chính nên bà Thục Tư bị tước phong vị, giáng làm Tôn nữ, giao cho chị của bà là An Cát Công chúa Nhu Thục và phủ Tôn Nhân răn dạy.
Năm Tự Đức thứ 28 (1875), phủ Tôn nhân tâu: "Tôn nữ Thục Tư, từ khi bị khiển trách đến nay, chị tôn nữ ấy đem về nuôi dạy, bọn thần theo lệ thường dạy răn, đã trên 4 năm, tôn nữ ấy đã biết hối chừa, không nghe việc làm bất chính, nay chị tôn nữ ấy bẩm xin đề tâu giúp, tình thuộc đáng tha". Vua bảo rằng: "Tôn nữ Thục Tư đã biết hối sửa, gia ân chuẩn cho được phong như cũ, để tỏ thực hậu, nhưng do phủ thường phải dạy bảo kiểm thúc, cho giữ được tiếng tốt mãi, ngoài ra đều coi đấy không coi thường ơn tự điểm nhục. Lại chuẩn cho công chúa ấy nguyên phong sách bằng đồng do bộ phủ phái thuộc viên đệ đến tới 7 ban cấp, không nên sai quan tuyên phong, để cho có phân biệt".
Năm thứ 32 (1879), Kỷ Mão, ngày 23 tháng 2 (âm lịch), công chúa Thục Tư mất, thọ 46 tuổi, thụy là Mỹ Thục (美淑). Mộ của bà được táng tại Châu Chữ (thuộc Hương Thủy, Thừa Thiên - Huế).